# Zuc del Bor
Lo Zuc del Bor (2.195 m s.l.m. - toponimo reso anche Zuc dal Bor, Zuc del Bôr) è una montagna delle Alpi Carniche. Si trova Friuli-Venezia Giulia (provincia di Udine).

## Caratteristiche
La montagna è collocata ad ovest dell'abitato di Dogna.

## Salita alla vetta
Si può salire sulla vetta partendo da Moggio Udinese.